# 加比切马雷
加比切马雷（義大利語：Gabicce Mare），是意大利佩萨罗-乌尔比诺省的一个市镇。总面积4.85平方公里，人口5901人，人口密度1216.7人/平方公里（2008年）。ISTAT代码为041019。